# David Menut
Pour les articles homonymes, voir Menut.

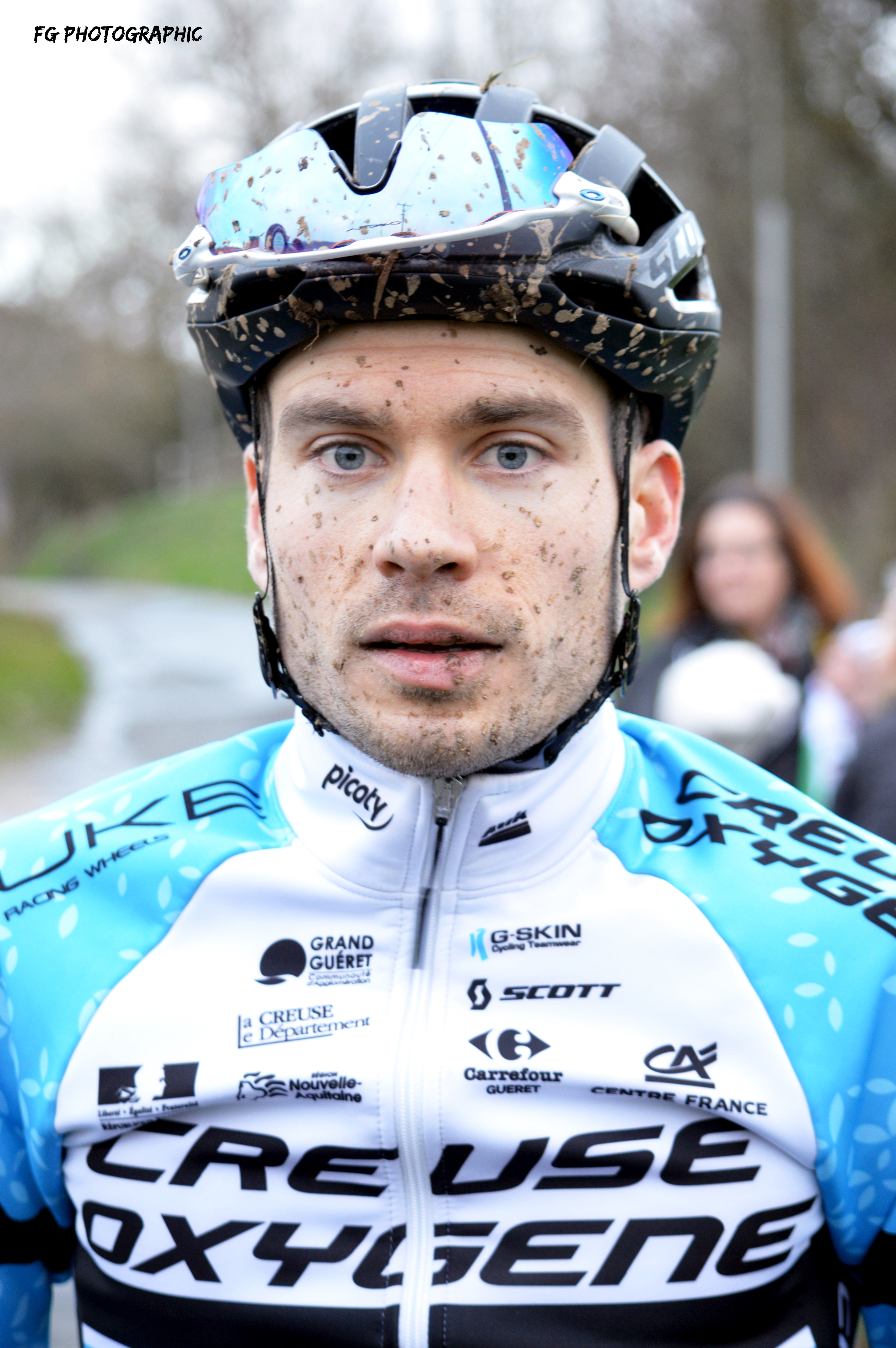
David Menut - Cyclo-cross Montbon-Eymoutiers 2018

David Menut est un coureur cycliste français né le 11 mars 1992 à Guéret dans la Creuse. Spécialiste de la route et du cyclo-cross, il est notamment professionnel entre 2014 et 2017 au sein de l'équipe continentale française HP BTP-Auber 93. Son palmarès comprend, entre autres, deux titres de champion de France de cyclo-cross.

## Biographie
David Menut devient coureur professionnel en 2015 quand il intègre l'équipe continentale française Auber 93 après avoir été stagiaire au sein de cette formation l'année précédente. En mars, il gagne Paris-Troyes et termine 16e de la Classica Corsica. En avril, sur le Circuit des Ardennes, il s'octroie deux 3e places d'étape. Sur la suite de la saison, il se distingue sur les courses d'un jour françaises, le Grand Prix de Denain (17e), le Grand Prix de la Somme 2015 (15e), le Tour de Vendée (6e) ou encore Paris-Bourges (15e). En fin de saison, il est conservé par ses dirigeants pour l'année suivante.
Tout comme en 2015, il se montre à son avantage sur les routes françaises tout au long de la saison 2016, en mars sur Cholet-Pays de Loire (6e), en avril sur la Route Adélie de Vitré (11e), Paris-Camembert (19e) et la Roue tourangelle (10e), en mai sur le Grand Prix de la Somme (9e) et les Boucles de l'Aulne (8e), en juillet sur le Grand Prix de la ville de Pérenchies (16e) et septembre lors du Grand Prix d'Isbergues (13e).
La saison 2017 le voit lever les bras le 26 mars sur les Boucles guégonnaises au lendemain d'une 6e place sur le Grand Prix Gilbert-Bousquet. Tout juste un mois plus tôt, il s'octroyait la 4e place de la Drôme Classic. Il conclut le mois de mars et débute celui d'avril par deux 15e places, sur la Route Adélie de Vitré puis la Roue tourangelle, remportée par son coéquipier Flavien Dassonville. Le 3 septembre, il échoue au pied du podium, 4e du Grand Prix de Fourmies, avant de se hisser, le 17, au 10e rang du Grand Prix d'Isbergues. 
Néanmoins, ces performances ne lui permettent pas de conserver sa place au sein de l'équipe francilienne pour la saison 2018. Dans un premier temps engagé auprès de l'Armée de Terre, il retrouve finalement le peloton amateur à la suite de l'arrêt de cette dernière, rejoignant alors l'équipe Creuse Oxygène Guéret.

## Palmarès sur route

### Par année
- 2010
  - Champion du Limousin sur route juniors
  - Champion du Limousin du contre-la-montre juniors
- 2011
  - Champion du Limousin du contre-la-montre espoirs
  - 2e du Grand Prix de la Trinité
- 2012
  - Grand Prix de Saint-Quentin-la-Chabanne
  - 2e du Grand Prix de Chardonnay
  - 3e du Circuit des Communes de la Vallée du Bédat
  - 3e du Prix de Saint-Agnant-de-Versillat
- 2013
  - Circuit des Vignes
  - 3e étape du Tour d'Eure-et-Loir
  - Grand Prix de Cours-la-Ville
  - Route d'Or du Poitou
  - Grand Prix de Saint-Quentin-la-Chabanne
  - 2e du Grand Prix de Vougy
  - 3e du Tour du Canton de Vouneuil-sur-Vienne
- 2014
  - Paris-Mantes-en-Yvelines
  - Circuit Boussaquin
  - Grand Prix de la Trinité
  - 2e des Boucles Guégonnaises
  - 2e du Tour de Gironde
- 2015
  - Paris-Troyes
- 2017
  - Boucles Guégonnaises
- 2018
  - 3e étape de l'Essor Breton
  - Tour du Pays Lionnais
  - 2e et 3e étapes du Tour Nivernais Morvan
- 2019
  - Tour du Charolais
  - 2e étape de l'Essor Breton
  - 2e étape de La SportBreizh
  - 2e de La SportBreizh
  - 3e du championnat de Nouvelle-Aquitaine sur route
- 2020
  - 3e du Tour des Landes
- 2022
  - Champion de Nouvelle-Aquitaine sur route
  - Boucle du Pays de Tronçais
- 2023
  - 2e du Circuit Boussaquin
- 2024
  - 3e étape du Tour de la Vallée Montluçonnaise
  - Classic Jean-Patrick Dubuisson
  - 2e du Tour de la Vallée Montluçonnaise
- 2025
  - 2e du Grand Prix de Vougy

### Classements mondiaux
| Année           | 2014 | 2015 | 2016 | 2017 |
| --------------- | ---- | ---- | ---- | ---- |
| UCI Europe Tour | 161e | 248e | 282e | 186e |

## Palmarès en cyclo-cross
- 2006-2007
  - Champion du Limousin de cyclo-cross cadets
- 2007-2008
  - Champion du Limousin de cyclo-cross cadets
- 2008-2009
  - Champion du Limousin de cyclo-cross juniors
- 2009-2010
  -  Champion de France de cyclo-cross juniors
  - Champion du Limousin de cyclo-cross juniors
  - 7e du championnat du monde de cyclo-cross juniors
- 2010-2011
  - Champion du Limousin de cyclo-cross espoirs
  - Challenge la France cycliste de cyclo-cross espoirs #3, Saint-Jean-de-Monts
- 2011-2012
  - 9e du championnat du monde de cyclo-cross espoirs
- 2013-2014
  - 2e du championnat de France de cyclo-cross espoirs
  - 7e du championnat du monde de cyclo-cross espoirs
- 2016-2017
  - Champion du Limousin de cyclo-cross
- 2018-2019
  - Champion de Nouvelle-Aquitaine de cyclo-cross
  - 3e de la Coupe de France de cyclo-cross
- 2019-2020
  - Trofeo San Andrés, Ametzaga de Zuia
  - Classement général de la Coupe de France de cyclo-cross
    - Coupe de France #3, Bagnoles de l'Orne

  - 3e du championnat de Nouvelle-Aquitaine de cyclo-cross
- 2020-2021
  - 3e du championnat de France de cyclo-cross
- 2023-2024
  -  Champion de France de cyclo-cross en relais mixte
- 2024-2025
  - Classement général de la Coupe de France : 
    - Coupe de France #4, Pierric
    - Coupe de France #5, Troyes
    - Coupe de France #6, Troyes
    - Coupe de France #8, La Ferté-Bernard

  - 6e du championnat d'Europe de cyclo-cross